# 利马足球惨案
利马足球惨案，1964年5月24日发生于利马国家体育场，是足球历史上最严重的一起事故。秘鲁对阿根廷的比赛进行时，裁判做出的判决使秘鲁球迷涌入球场，警察向体育场内人群发射催泪瓦斯，人群逃出体育场时因拥挤而内出血或窒息死亡。 

## 背景
1964年5月24日， 秘鲁队在位于利马的国家体育场内对阵阿根廷队。这场比赛是东京奥运会足球比赛的一场预选赛，对秘鲁队至关重要。秘鲁队在CONMEBOL排行榜排名第二，在最后一场比赛中秘鲁队将对阵巴西队。这场比赛吸引了53,000名观众进入体育场观看。 

## 惨案
比赛还有6分钟时，在阿根廷队1-0领先秘鲁队的情况下，秘鲁队踢进一球将比分扳平，但乌拉圭裁判Ángel Eduardo Pazos判决进球无效。这个判决激怒了秘鲁队球迷，引起骚乱。秘鲁警察向北边看台发射催泪弹，意图阻止球迷涌入比赛场地，但引起了恐慌，导致球迷纷纷向外逃散。 
然而，体育场没有安装大门，而是由地下通道将场外的街道与场内的看台连接起来，地下通道尽头装有坚固的波纹钢百叶窗。这些百叶窗在每场比赛进行时都处于关闭状态。惊慌失措的球迷沿着地下通道涌向出口，人群最前面的人被百叶窗和后面的人挤死，百叶窗最终被挤破。大部分死者死因都是内出血或窒息。体育场内则无人死亡。

## 后续
官方死亡人数为328，但这一数字可能偏低。即使按照这个数字来算，这次事故的死亡人数仍然比希尔斯堡惨剧、布拉德福德球场火灾、希素球場慘劇等事故中丧生的人数还要多。事件发生后，政府于1964年决定将体育场的座位容量从53,000减少到42,000。2004年美洲杯时又增加到47,000。